# 염소들
《염소들》(영어: Goats)은 2012년에 공개된 미국의 코미디 드라마 영화이다.

## 줄거리
15살 엘리스는 뉴에이지 신봉자인 엄마 웬디, 그리고 웬디의 남자친구 "고트 맨"과 살고 있다. 고트 맨은 염소를 데리고 트레킹을 하는 식물학자로, 엘리스에게는 아버지나 다름 없다.
엘리스는 동해안에 위치한 대입 준비 학교에 입학하면서 집을 떠나게 된다. 학교에서 엘리스는 새 친구들을 사귀는 한편 매춘부라는 소문이 도는 학교 식당 직원 미니에게 관심을 갖게 된다.
그 사이 웬디와 고트 맨이 헤어지고 웬디에게 새 남자친구가 생기는가 하면 친아버지 프랭크가 엘리스에게 연락을 해오면서 엘리스가 주변 어른들과 맺어온 관계에 큰 변화가 찾아온다.

## 출연
- 데이비드 듀코브니 - 하비어 / 고트 맨 역
- 비라 파미가 - 웬디 휘트먼 역
- 그레이엄 필립스 - 엘리스 휘트먼 역
- 타이 버렐 - 프랭크 휘트먼 역
- 케리 러셀 - 주디 휘트먼 역
- 저스틴 커크 - 베넷 역
- 다코타 존슨 - 미니 역
- 앨런 럭 - 엘드리지 의사 역
- 앤서니 앤더슨 - 코치 역
- 니컬러스 로부 - 바니 캐널 역
- 애들레이드 케인 - 오브리 역
- 올가 세구라 - 세리나 역
- 미니 드라이버 - 주술사 역 (크레디트 미기재)
- 저스틴 휠런 - 왕따 주동자 역 (크레디트 미기재)
- 셔니타 무어 - 간호사 역 (크레디트 미기재)
- 리카도 안드레이스 - 바의 남자 역 (크레디트 미기재)